# Калвиняско
Калвиня̀ско (на италиански: Calvignasco, на западноломбардски: Calvignàsc, Калвиняск) е село и община в Северна Италия, провинция Милано, регион Ломбардия. Разположено е на 105 m надморска височина. Населението на общината е 1199 души (към 2012 г.).